# Bandera del estado de Río de Janeiro
La bandera del estado de Río de Janeiro fue establecida por la ley estatal n.º 5588, del 5 de octubre de 1965 para utilizar un color, y con los colores oficiales, conforme a lo dispuesto en la citada Ley. El autor del diseño del escudo y la bandera fue el Dr. Alberto Rosa Fioravanti, a petición del Gobernador del Estado, el General Paulo Torres.
El lema en latín Recte Rempublicam Gerere fue añadido a la bandera del Estado de Río de Janeiro el 9 de abril de 1992 por el art. 4 de la Ley estatal n.º 5.588/65, y significa Gestionar una cosa pública con rectitud.
Versión 1 - Escudo de color para utilizaciones, entre otras, los impresos oficiales (estandarizados). En este caso, los colores son sustituidos por simbología heráldica.
Versión 2 - Escudo en colores (incluso para uso en la bandera).

## Banderas anteriores
Hasta 1937 - cuando el gobierno de Vargas prohibió los símbolos estatales a través de la nueva Constitución - Río de Janeiro utilizó la bandera y el escudo bastante similares con ligeras diferencias. La bandera instituida en 1965, entonces, fue de alguna manera un "rescate" de la bandera anterior.
Durante el período del Imperio en Brasil, entonces la provincia de Río de Janeiro utilizaba una bandera muy similar a la actual – cuartelada en azul y blanco – pero sin un escudo y con un rectángulo superior izquierdo en azul.

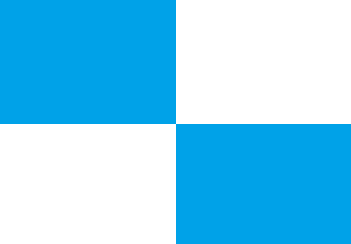
Bandera de la provincia de Río de Janeiro.
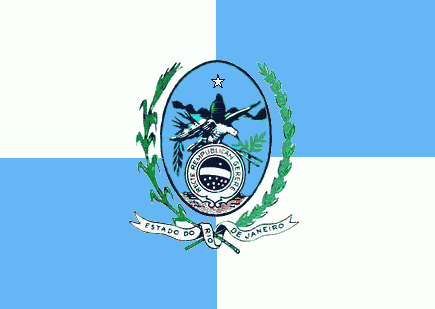
Bandera del estado de Río de Janeiro (1891-1937 y 1947-1965).

- Datos: Q1151675